# Mareen Kräh

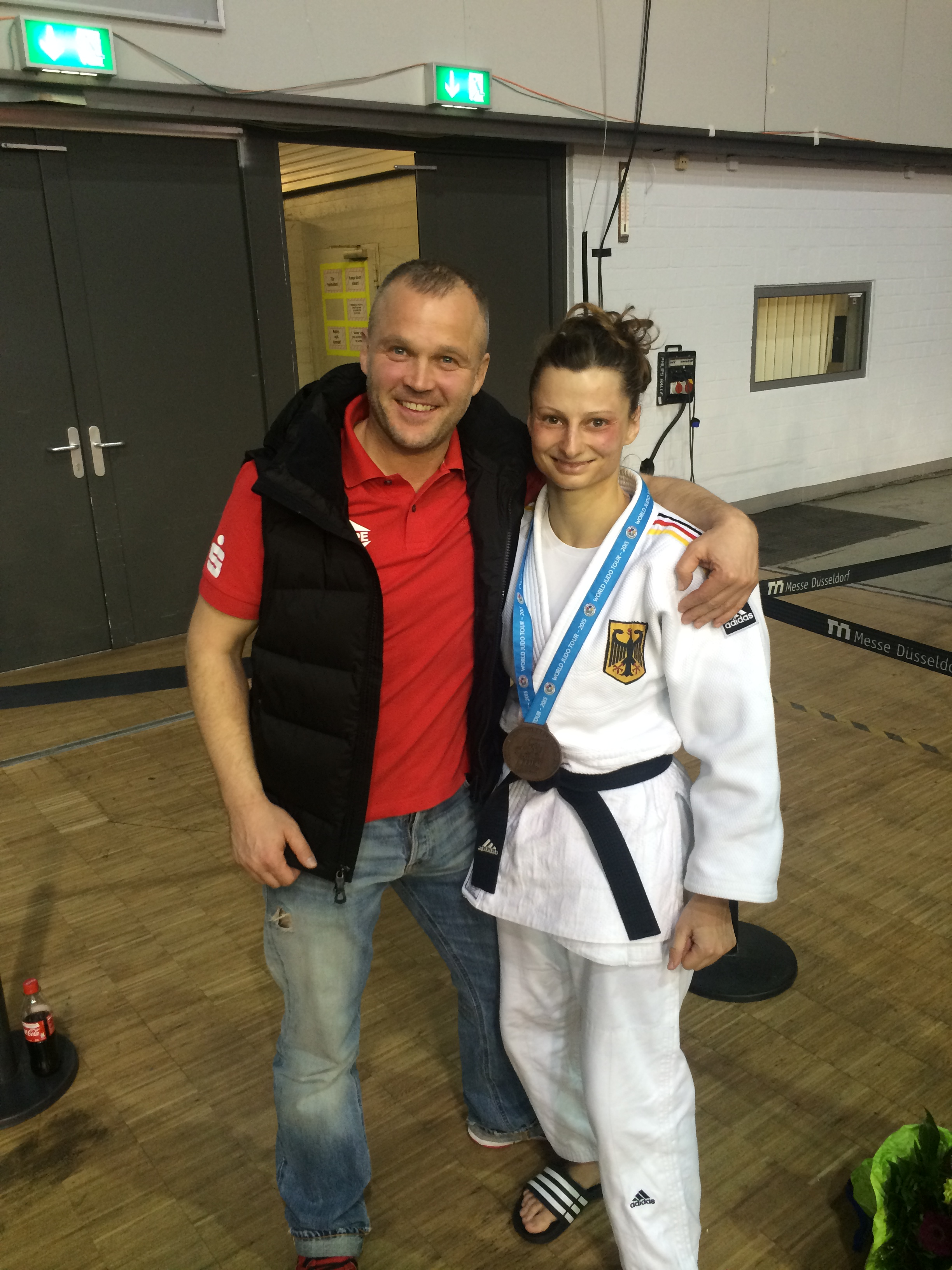
Mareen Kräh (2015)

Mareen Kräh (* 28. Januar 1984 in Spremberg) ist eine deutsche Judoka, die in der Gewichtsklasse bis 52 kg antritt. Sie ist mehrmalige Medaillengewinnerin bei internationalen Meisterschaften.
Mareen Kräh war 2003 Zweite der U20-Europameisterschaften. Ihre erste internationale Medaille in der Erwachsenenklasse erhielt sie 2006 als Dritte bei den Europameisterschaften. 2008 gewann sie Bronze bei den Mannschafts-Weltmeisterschaften. Ihren einzigen deutschen Meistertitel erkämpfte Mareen Kräh 2011. Bei den Europameisterschaften 2012 gewann sie die Bronzemedaille sowohl im Einzel als auch in der Mannschaftswertung. Für die Olympischen Spiele in London wurde allerdings Romy Tarangul nominiert.
2013 belegte Mareen Kräh den fünften Platz bei den Europameisterschaften, mit der Mannschaft erhielt sie Bronze. Ebenfalls Bronze erkämpfte sie bei den Weltmeisterschaften 2013 in der Einzelwertung. Bei den Europameisterschaften 2014 erhielt Mareen Kräh als Fünfte des Einzelwettbewerbs Silber mit der Mannschaft, bei den Weltmeisterschaften 2014 folgte auf den siebten Platz in der Einzelwertung die Bronzemedaille mit der Mannschaft. 2015 gewann sie bei den Europaspielen in Baku Bronze im Einzel und Silber in der Teamwertung. Zwei Monate danach erhielt sie mit der Mannschaft Bronze bei den Weltmeisterschaften in Astana. 2016 folgte Teambronze bei den Europameisterschaften in Kasan. Bei den Olympischen Spielen 2016 schied sie im Achtelfinale aus.
Mareen Kräh startet für den KSC Asahi Spremberg. Die Polizeihauptmeisterin ist Trägerin des 3. Dan.